# ЛГБТ темы в Африканских диаспорных мифологиях
Различные ЛГБТ темы  присутствуют в различных мифологиях африканских диаспор, главным из которых является Вуду.

## Гаитянское Вуду и Луизианского Вуду
В гаитянском и луизианском вуду существует большое количество духов или божеств, называемых лва. Эти лва могут рассматриваться как семьи отдельных людей или как отдельные сущности с различными аспектами, связанные с определёнными сферами жизни.
Некоторые лва имеют особые связи с магией, поклонением предкам или смертью, такие как Геде и Бавон. Некоторые из них, в частности, связаны с гендерным несоответствием или однополыми отношениями..  К ним относится Геде Нибо, дух, заботящийся о тех, кто умирает молодым. Иногда его изображают как женоподобного трансвестита, который вдохновляет тех, в ком он обитает, на похотливую сексуальность всех видов, особенно на гендерное несоответствие или лесбийское поведение женщин. Родители Геде Нибо — барон Самеди и мама Бриджит; Барон Самеди является лидером клана Геде и баронов и изображается как бисексуальный денди или иногда как трансгендер, одетый в цилиндр и сюртук, а также в женские юбки и туфли. У Самеди есть склонность к «развратным движениям», которые пересекают гендерные границы, а также подразумевают страсть к анальному сексу.
Другие бароны, демонстрирующие гомосексуальное поведение — это барон Ланди и барон Лимба, которые являются любовниками и преподают в своей школе гомоэротическую борьбу обнажёнными, которая, как считается, повышает магическую силу.  Практикующие вудуисты называют барона Оуа-Оуа, который часто проявляет себя как ребёнок «наиболее тесно связанным с гомосексуальностью».
Другой представитель ЛГБТ-сообщества, Эрзули, ассоциируется с любовью, чувственностью и красотой. Эрзули может проявлять аспекты, связанные с ЛГБТ, в том числе трансгендерные или амазонские черты, в дополнение к традиционно женскому облику. У мужчин эти аспекты могут привести к гендерному несоответствию или гомоэротическому поведению, в то время как у женщин они могут привести к лесбиянству или антимужским настроениям. Эрзули Фреда считается защитницей геев, а Эрзули Дантор ассоциируется с лесбиянками.

### Сантерия и Кандомбле
Сантерия и Кандомбле —- синкретические религии, происходящие от верований диаспоры йоруба и католицизма, наиболее распространённых в Южной Америке, включая Кубу и Бразилию. Их мифология имеет много общего с мифологией йоруба и содержит пантеон оришей (духов), сравнимых с лоа Вуду (и часто отождествляемых с ними).
В одной кубинской Сантерии «патаки», или мифологической истории, морская богиня Йемаха обманом вступает в кровосмесительный секс со своим сыном Шанго. Чтобы скрыть свой позор из-за этого события, она отправила двух других своих сыновей, Инле и Аббату, жить на дно океана, дополнительно отрезав Инле язык и сделав Аббату глухим. В результате своей изоляции и одиночества Инле и Аббата становятся страстными друзьями, а затем и любовниками, способными к эмоциональному общению. Этот патаки используется для объяснения происхождения инцеста, немоты и глухоты в дополнение к гомосексуальности.